# عمارة إثيوبيا

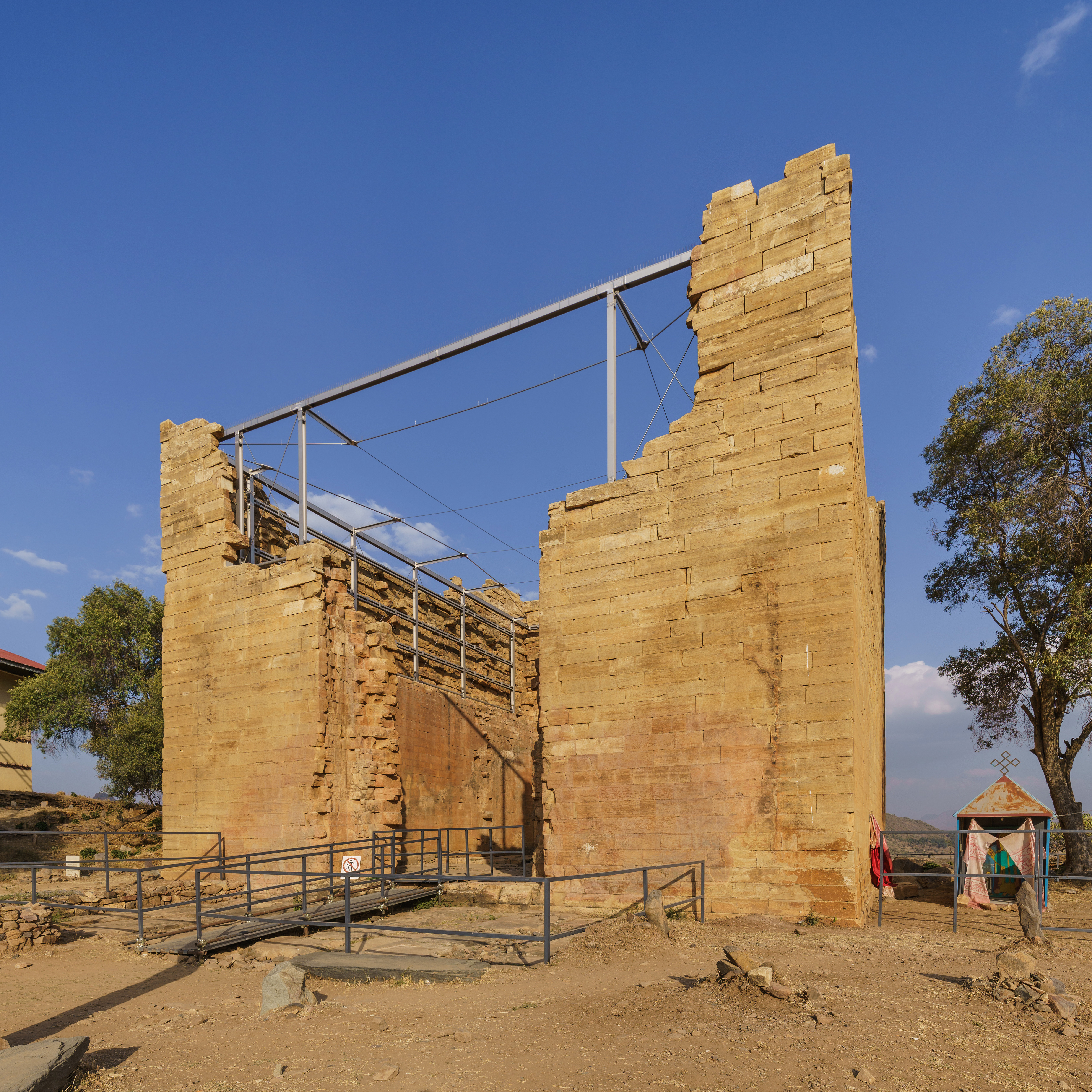

عمارة إثيوبيا تختلف اختلافًا كبيرًا من منطقة إلى أخرى، إذ دَمجت على مر السنين أساليب وتقنيات معمارية مختلفة.

## دعمت (نحو 400-800 قبل الميلاد)
أفضل مبنى معروف خلال هذه الفترة في المنطقة هو برج متعدد الطوابق من القرن الثامن قبل الميلاد في ياها في إثيوبيا، ويُعتقد أنه كان عاصمة دعمت. كان البناء بالأشلر مهيمنًا بصفة خاصة خلال هذه الفترة بسبب التأثير العربي الجنوبي حيث كان النمط شائعًا للغاية في المباني الضخمة.

## عمارة أكسوم
ازدهرت عمارة أكسوم في المنطقة من القرن الرابع قبل الميلاد فصاعدًا. استمرت حتى بعد الانتقال من سلالة أكسوم إلى سلالة زاغو في القرن الثاني عشر، كما تشهد بذلك التأثيرات العديدة لعمارة الأكسوم في الكنائس القروسطية وحولها في لاليبيلا. نُحتت لوحات تذكارية، وفي وقت لاحق كنائس بأكملها، من كتل صخرية واحدة. تمت محاكاة هذا لاحقًا في لاليبيلا وفي جميع أنحاء مقاطعة تيغراي، خاصةً خلال أوائل منتصف العصور الوسطى (في تيغراي في القرنين العاشر والحادي عشر، وبشكل رئيسي في لاليبيلا حول القرن الثاني عشر). تشمل المباني الأثرية الأخرى مقابر ضخمة تحت الأرض، غالبًا ما تقع تحت مسلات. من بين أروع المباني الناجية المسلاتُ الضخمة، وواحدة منها، التي سقطت الآن (يعتقد العلماء أنها قد سقطت في أثناء التشييد أو بعده مباشرة)، هي أكبر مونوليث متجانسة شُيدت على الإطلاق (أو حاولوا تشييدها). تشمل المباني الأخرى المعروفة جيدًا التي جسّدت استخدام المونوليث القبور مثل «مقبرة الباب المزيف»، ومقابر الملك كالب، وجبر مسقل في أكسوم.
ومع ذلك، بُنيت معظم المباني، مثل القصور، والفيلات، والمنازل العامة، والكنائس، والأديرة الأخرى، من طبقات متناوبة من الحجر والخشب. سُمّيت العوارض الخشبية الداعمة البارزة في هذه المباني «رؤوس القردة»، وهي عنصر أساسي في عمارة أكسوم وعلامة لتأثير أكسوم في المباني اللاحقة. كانت بعض الأمثلة على هذا الأسلوب ذات تصميم خارجي وداخلي من اللون الأبيض، مثل دير يمريهانا كريستوس في القرن الثاني عشر بالقرب من لاليبيلا، الذي بُني خلال سلالة زاغو بأسلوب أكسوم. كانت المنازل المعاصرة أجسامًا حجرية من غرفة واحدة، أو منازل مربعة من طابقين، أو منازل دائرية من الحجر الرملي مع أُسس البازلت. كانت الفلل عمومًا مكونة من طابقين إلى أربعة طوابق وقد بُنيت على مخططات مستطيلة مترامية الأطراف. يُعد دير دبرا دامو من القرن السادس مثالاً جيدًا على عمارة أكسوم القائمة حتى اليوم.

## سلالة زاغو
استمرت العمارة الإثيوبية بالتوسع بأسلوب أكسوم، ولكن دمجت أيضًا تقاليد جديدة مع توسع الدولة الإثيوبية، مثل استخدام المزيد من الهياكل الخشبية وأجسام أكثر استدارة في العمارة العامة في وسط البلاد والجنوب، وتجلت هذه التأثيرات الأسلوبية في البناء البطيء للكنائس والأديرة. طوال فترة القرون الوسطى، استمرت عمارة أكسوم وتأثيراتها وتقاليدها المتجانسة، وكان أقوى تأثير لها في العصور الوسطى المبكرة (أواخر إمبراطورية أكسوم) وفترات زاغو (عندما نُحتت كنائس لاليبيلا).
طوال فترة القرون الوسطى، وخاصة منذ القرن العاشر وحتى القرن الثاني عشر، كانت الكنائس محفورة في الصخر في جميع أنحاء إثيوبيا، خاصة خلال المنطقة الشمالية من مقاطعة تيغراي، التي كانت قلب إمبراطورية أكسوم. ومع ذلك، عُثر على كنائس محفورة في الصخور في أقصى الجنوب حتى أدادي مريم في القرن الخامس عشر، على بعد 100 كيلومتر تقريبًا جنوب أديس أبابا. أشهر مثال على العمارة الإثيوبية المحفورة على الصخر هو الكنائس المتجانسة الإحدى عشرة في لاليبيلا، المنحوتة من بقايا الزلازل البركانية الحمراء الموجودة في جميع أنحاء المدينة. على الرغم من أن سير القديسين في العصور الوسطى لاحقًا عزت جميع المباني الـ11 إلى الملك لاليبيلا المسمى (كانت المدينة تُسمى روها وأديفا قبل عهده)، تشير أدلة جديدة إلى احتمالية بنائها بشكل منفصل على مدار بضعة قرون، مع عدد قليل من الكنائس الحديثة تم بناؤها تحت حكمه. يفترض عالم الآثار والإثيوبي ديفيد فيليبسون، على سبيل المثال، أن بيت جبريل-روفائيل قد بُني بالفعل خلال أوائل العصور الوسطى، في وقت ما بين 600 و800 ميلادي، ليكون حصنًا في الأصل ولكن حُوّل لاحقًا إلى كنيسة.